# 村瀬明道尼
村瀬 明道尼（むらせ みょうどうに、大正13年（1924年） - 2013年7月19日）は、愛知県出身の臨済宗の尼僧である。月心寺庵主。
朝の連続テレビ小説「ほんまもん」の桜井泉恵尼（野際陽子）のモデルとなった。

## 人物
大正13年に愛知県に生まれる。9歳の時に京都高源寺で出家する。岐阜県天衣寺で修行を重ね、1949年に京都府八幡市水月寺の副住職、福井県高浜町海見寺住職を経て、滋賀県大津市の月心寺住職となる。
39歳の時に交通事故に遭い右手、右足の自由を失う。精進料理の世界に入り、ごま豆腐を得意とする。「精進料理の明道尼」と呼ばれる。

## 出演
- 1988年3月17日 Time21「真心こもる尼寺の料理」
- 2005年7月3日、NHK教育「こころの時代」
- 2008年11月21日、NHK「生活ほっとモーニング・この人にトキメキ!」

## 著書
- 『月心寺の料理』（文化出版局、1983年）
- 『ある小さな禅寺の心満ちる料理のはなし』（青春出版社、2003年）
- 『ほんまもんでいきなはれ 「ごま豆腐天下一」の庵主さん一代記』（文藝春秋、2004年→2009年）
- 『「あかん人」なんて絶対いない』（大和出版、2008年）